# Bunomys chrysocomus
Bunomys chrysocomus — вид пацюків (Rattini), ендемік Сулавесі, Індонезія.

## Морфологічна характеристика
Довжина голови й тулуба 97–176 мм, довжина хвоста 107–180 мм, довжина задніх лап 31–40 мм, довжина вуха 22–28 мм, вага до 135 грамів. Волосяний покрив щільний, м'який і гладкий. Верхні частини світло-коричневі з золотистими відблисками, а черевні частини світло-жовті. Ноги довгі і тонкі. Хвіст довший за голову і тулуб.

## Середовище проживання
Цей вид є ендеміком Сулавесі (Індонезія) і зустрічається по всьому острову, як правило, від 200 до 1500 м, хоча в деяких регіонах досягає 2200 м. Його було зібрано в первинних тропічних лісах, хоча кілька зразків було зібрано з трохи деградованого лісу. Вони найчастіше зустрічаються вздовж ярів і кам'янистих терас струмків у затінених місцях. Він суворо наземний і харчується переважно дрібними хребетними (наприклад, маленькими жабами та ящірками), фруктами та дощовими черв'яками.

## Загрози й охорона
Основною загрозою, ймовірно, буде втрата середовища проживання через очищення середовища існування для сільського господарства та лісозаготівель. Він присутній у кількох заповідних територіях, включаючи національний парк Лоре Лінду.